# Longeville-sur-Mer
Longeville-sur-Mer ist eine französische Gemeinde mit 2.442 Einwohnern (Stand: 1. Januar 2022) im Département Vendée in der Region Pays de la Loire; sie gehört zum Arrondissement Les Sables-d’Olonne und zum Kanton Talmont-Saint-Hilaire.

## Geografie
Longeville-sur-Mer liegt an der Côte de Lumière der französischen Atlantikküste. Das Gemeindegebiet gehört zum Regionalen Naturpark Marais Poitevin. Umgeben wird Longeville-sur-Mer von den Nachbargemeinden Avrillé im Norden, Le Bernard im Norden und Nordosten, Angles im Osten und Südosten, La Tranche-sur-Mer im Süden und Südosten, Saint-Vincent-sur-Jard im Westen sowie Saint-Hilaire-la-Forêt im Nordwesten.
Zur Gemeinde gehören neben dem Kernort die Ortschaften Le Bouil, Le Rocher und Les Conches.

## Bevölkerungsentwicklung
| Jahr      | 1962 | 1968 | 1975 | 1982 | 1990 | 1999 | 2006 | 2012 |
| Einwohner | 1693 | 1700 | 1791 | 1876 | 1979 | 1962 | 2271 | 2449 |

## Sehenswürdigkeiten

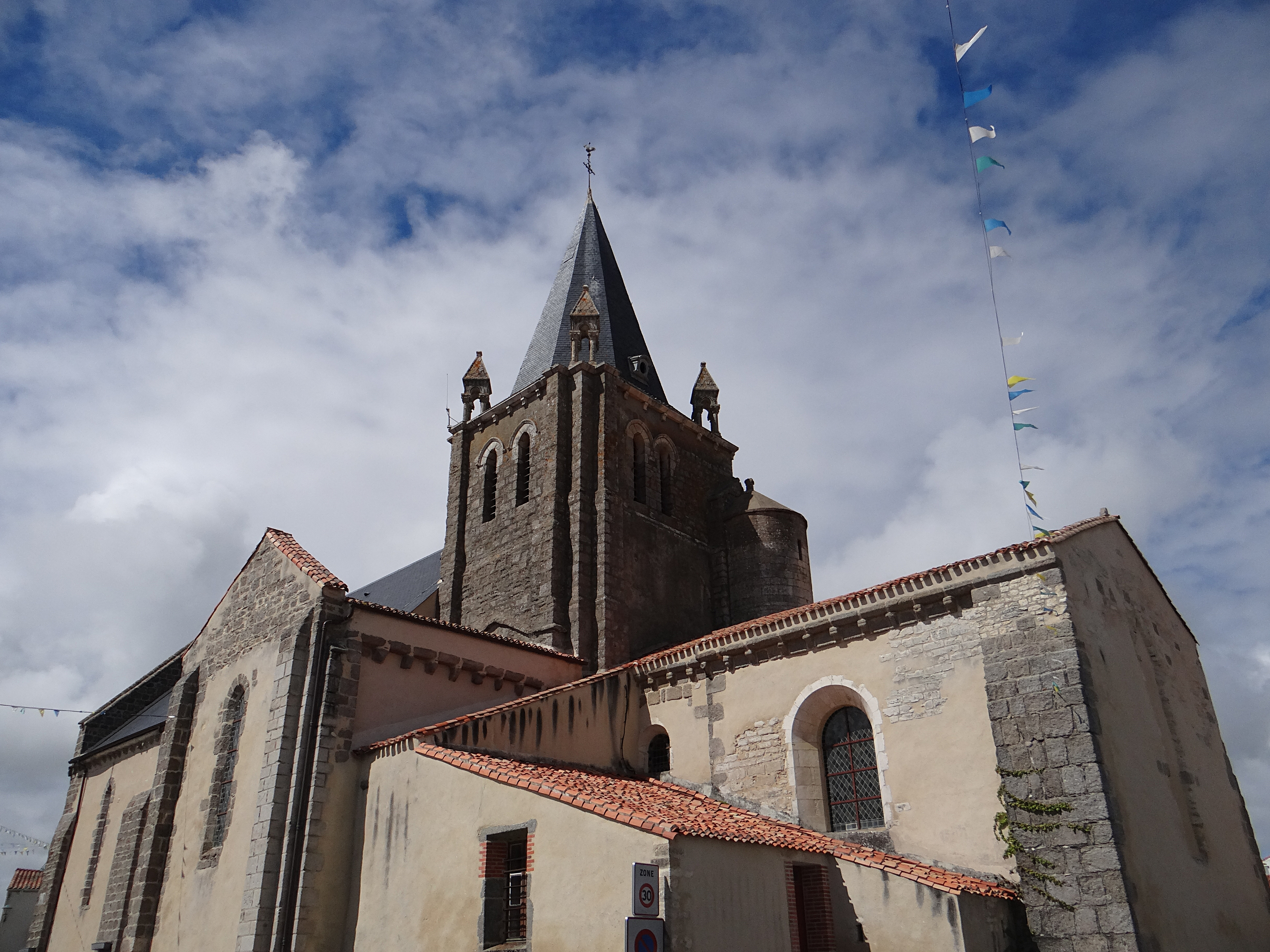
Kirche Notre-Dame-de-l’Assomption

- Katholische Pfarrkirche Notre-Dame-de-l’Assomption